# Dehesa de Valdellán
La Dehesa de Valdellán es una dehesa perteneciente al municipio de Santa María del Monte de Cea, provincia de León, en la comunidad de Castilla y León, España. Alberga la ganadería de reses bravas homónima. Tiene una superficie de alrededor de 500 ha.
En la zona de Sahagún, en la que se ubica, al oeste de León, los monjes benedictinos cistercienses, durante los siglos XI y XII, influyeron en la creación de grandes fincas o cotos. De aquella época perduran varias fincas grandes en esta zona: Valdellán, Maudes, Valdelaguna. Ello contrasta con el resto del territorio de la provincia de León en donde predominan los minifundios.

## Geografía
Se ubica al noreste del municipio, en término de la localidad de Villamizar, lindante con los municipios de Villamol y Villaselán.
Wikimapia/Coordenadas: 42°31′06.5″N 6°17′5″W

## Historia
Un documento del Monasterio de Santa María de Sandoval de 1180 cita las villas que rodeaban Villamizar: Villa Xaen, Villa Lizer, Santa Olaja, Oter Dalvarth, Sedano y Villa Elez. En concreto, Villa Xaen o Villa Xan se correspondería con la actual dehesa de Valdellán. Así en 1183 se le donan Villa Xan al citado monasterio tierras, solar y "defesa", por parte de un tal Rodrigo Fernández.
Posteriormente se forma aquí un pequeño cenobio subsidiario del Monasterio de Santa María de Sandoval, ubicado en Villaverde de Sandoval, provincia de León. De la época se conserva una capilla del viejo convento.
Fue desamortizada en 1836 y adquirida por la familia vasca, asentada en Palencia, de los Martínez de Azcoitia.
Posteriormente pasó a ser propiedad de un industrial vallisoletano.
En el año 2000 fue adquirida por la sociedad mercantil Valdellán S.A. En ese año la finca estaba dedicada a la cría de ganado vacuno limousin y porcino ibérico. Desde ese momento pasó a dedicarse al proyecto de la creación de la ganadería de reses bravas homónima, que en 2014 está ya en pleno funcionamiento.

## Finca e instalaciones
Tiene una superficie de alrededor de 500 ha. Es propiedad privada.
Está ubicada lindando con Santa María del Río, desde donde se accede a la finca por un camino, Villamizar y Villacalabuey, en una zona de monte bajo entre las riberas de los ríos Cea y Esla.
El medio natural combina praderas abiertas con robledal adehesado. Tiene un sistema de suaves pendientes. Hay numerosos arroyos y manantiales por toda la finca.
La casa principal del actual Valdellán es lo que queda del monasterio ubicado en la finca. Era un edificio bastante rústico hecho de adobe y ladrillo. En una ocasión, a principios del siglo XXI, por atizar demasiado el fuego, se quemó el edificio, quedando solo la campana, algunos cuadros, algún crucifijo y alguna pila bautismal.
La sociedad que adquirió la dehesa en 2000, además de las instalaciones ya existentes, creó nuevas dependencias y adaptó algunas de las existentes. Añadió la plaza de tientas, corrales y cerramientos adaptados al ganado bravo.

### Peculiaridades de las instalaciones[2]
El potro, de diseño mexicano, permite sujetar con firmeza a los toros, dejándoles inmóviles. Se le pone un peto en los ojos y, con esto, el animal ya no se mueve. De esta manera permite con facilidad y seguridad, tanto para el personal como para el animal, realizar intervenciones al ganadero y al veterinario.
En los corrales la parte inferior de las paredes está pintada de negro porque, de lo contrario, el animal puede ver su sombra según esté colocado el sol y la pueden embestir con posible daño para la encornadura.
El cargadero está en curva. Los animales no ven el final de la manga y cuando se quieren dar cuenta tienen el primer tercio del cuerpo metido dentro del camión, se baja la guillotina y ya está dentro. Esto facilita la carga y disminuye sus riesgos.

## Ganadería de Lidia Valdellán
Su antigüedad es del 11 de agosto de 2000.
Valdellán es pionera en establecer una ganadería de reses bravas tal al norte, en una provincia de poca afición taurina como es León, salvo el reducto de Sahagún y el sur de la provincia, donde sí la hay. Es la única ganadería de bravo de esta provincia.
Para crear su ganadería, Valdellán compró los derechos del hierro de “El Castrillón”. No se heredaron ni el hierro, ni la divisa, ni las fincas.

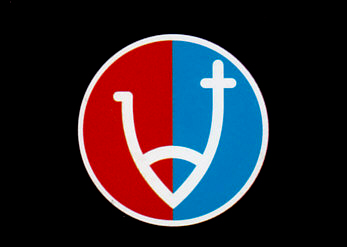
Hierro y divisa de Valdellán.

Ficha de la ganadería
Propietario: Valdellán SA
Nombre: Valdellán.
Hierro
Divisa: Rojo y azul turquí.
Orejas: Orejisanas ambas.
Procedencia: Encaste Santa Coloma, línea Graciliano Pérez-Tabernero, con reses procedentes de las ganaderías “Hoyo de la Gitana” y “Pilar Población del Castillo”.
Sigla: UKY (Unión de Criadores de Toros de Lidia).
Mayoral: Raúl Conde Bada.
La elección del encaste para la creación de esta ganadería fue crucial. Santa Coloma es un ganado exigente, listo, un ganado al que hay que hacerle bien la lidia. En resumen no tiene una lidia fácil. En 2002 se metieron las primeras vacas del encaste Santa Coloma, de la línea Graciliano con Buendía. Eran de dos orígenes, las ganaderías Hoyo de la Gitana y de Pilar Población. Es un toro Graciliano con un salpicado de Buendía. El Graciliano es un toro más armónico y pequeño, que no tiene una encornadura especial. Es más ibarreño, más tipo tonel. Hay algún individuo, alrededor del 5% con manchas blancas o entrepeladas en blanco; esto procede de algunos sementales que se metieron de Buendía, toro cárdeno. El resto, sobre el 95% de las reses, es de color negro.
El tentadero, obligatorio, se ubica cercano a los corrales, si bien, dada la afición que hay en Sahagún, a 20 km, y la colaboración de la asociación taurina local, las tientas se suelen hacer en la plaza de toros de Sahagún, en jornadas de puertas abiertas.
Los animales de esta ganadería se están destinando, sobre todo, a festejos del norte de España (Navarra, País Vasco,...) y de Francia.

### Cecina de carne de lidia
La Ganadería Valdellán produce esta especialidad gastronómica, con vistas a la sostenibilidad económica de la empresa, obteniendo un valor añadido a las reses. Es una variante gastronómica de la cecina leonesa. Se elabora a partir de reses no sacrificadas en plazas de toros, a partir de animales criados en sistema extensivo.
También comercializa carne fresca de sus reses.

## Galerías

### Campo y ganado

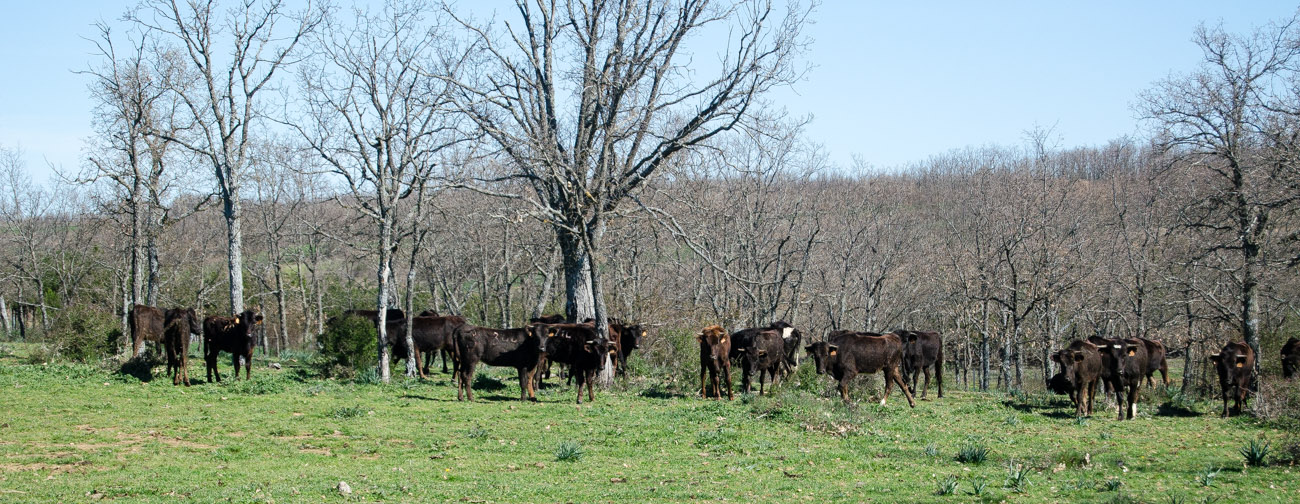
Becerros.
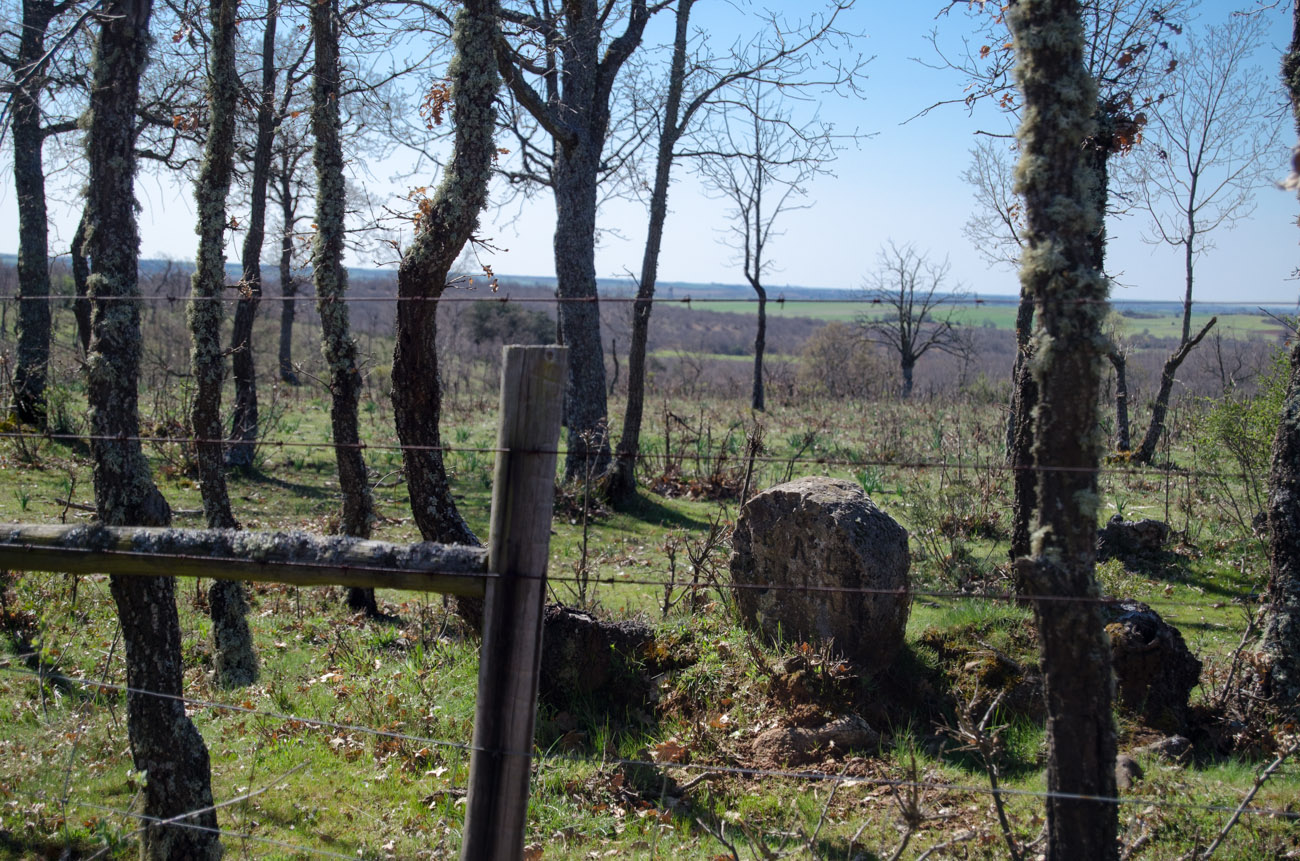
Estela.

### Instalaciones

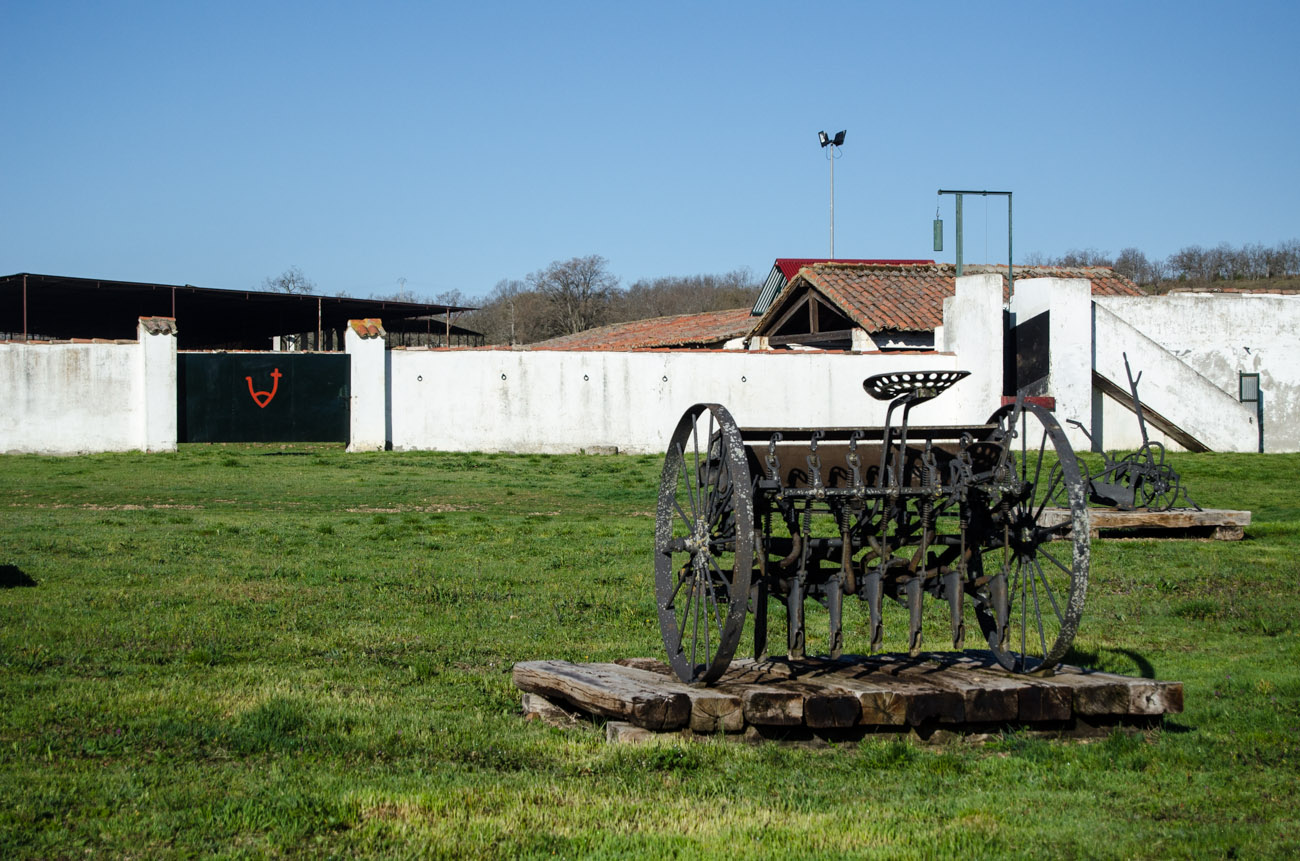
Explanada delante de los corrales.
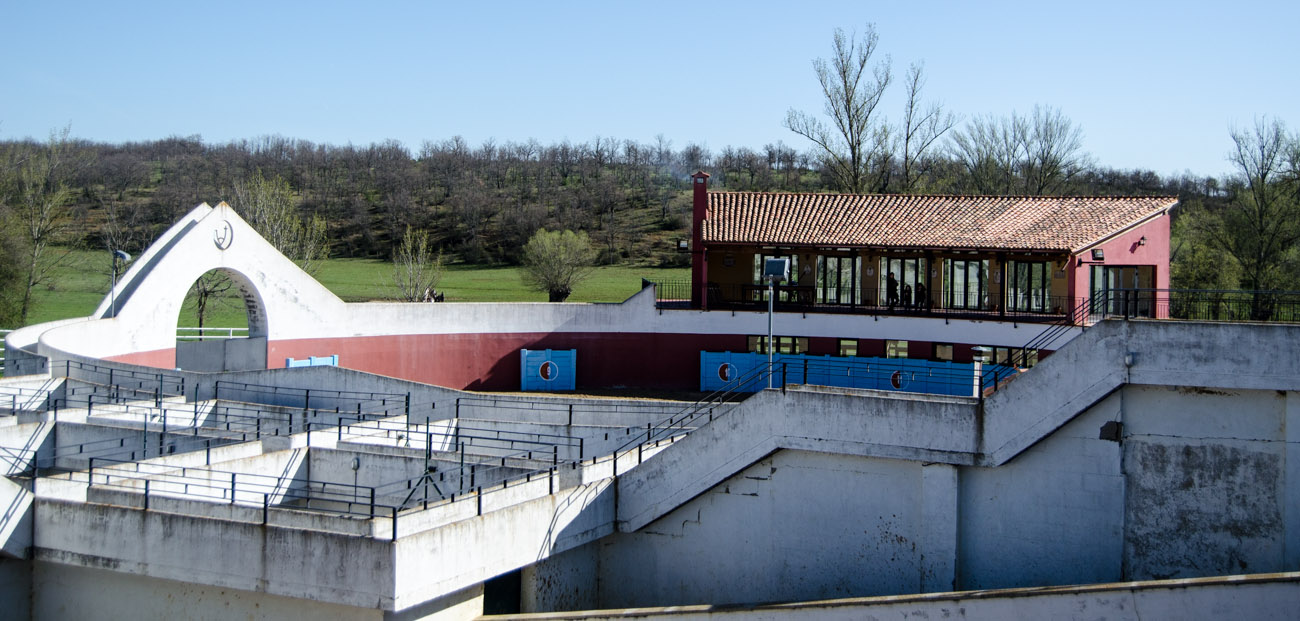
Plaza de tientas.
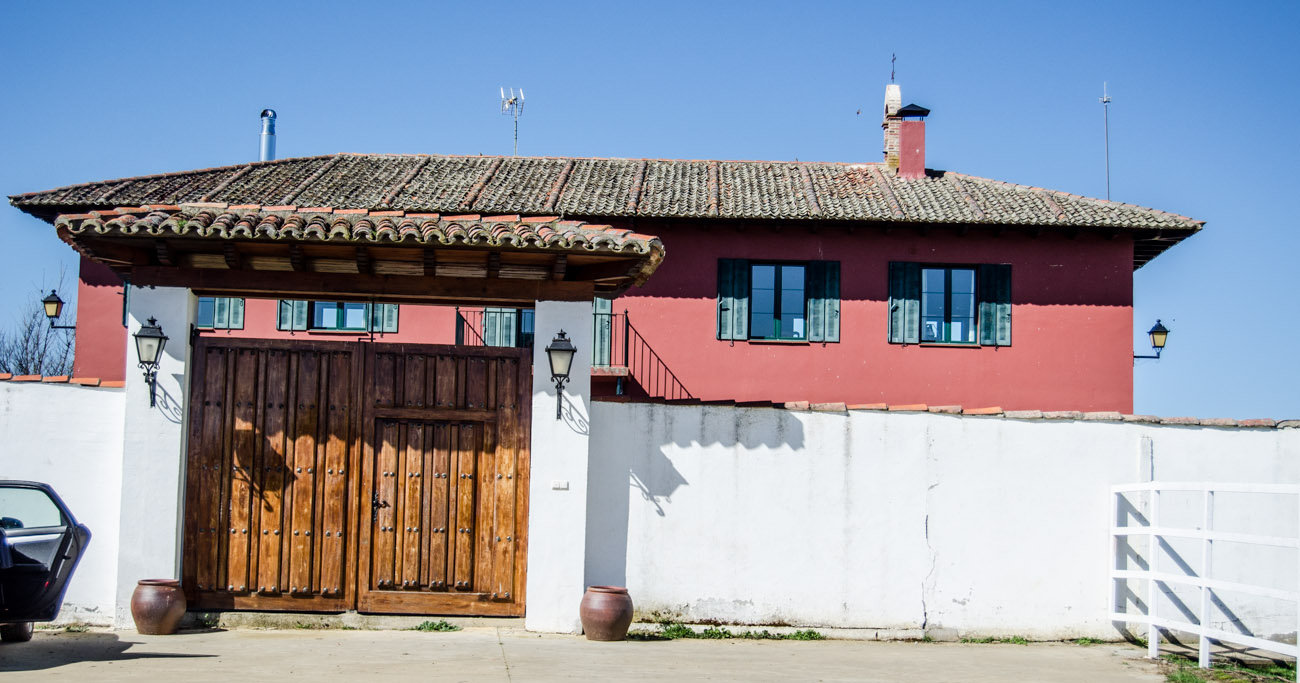
Capilla.
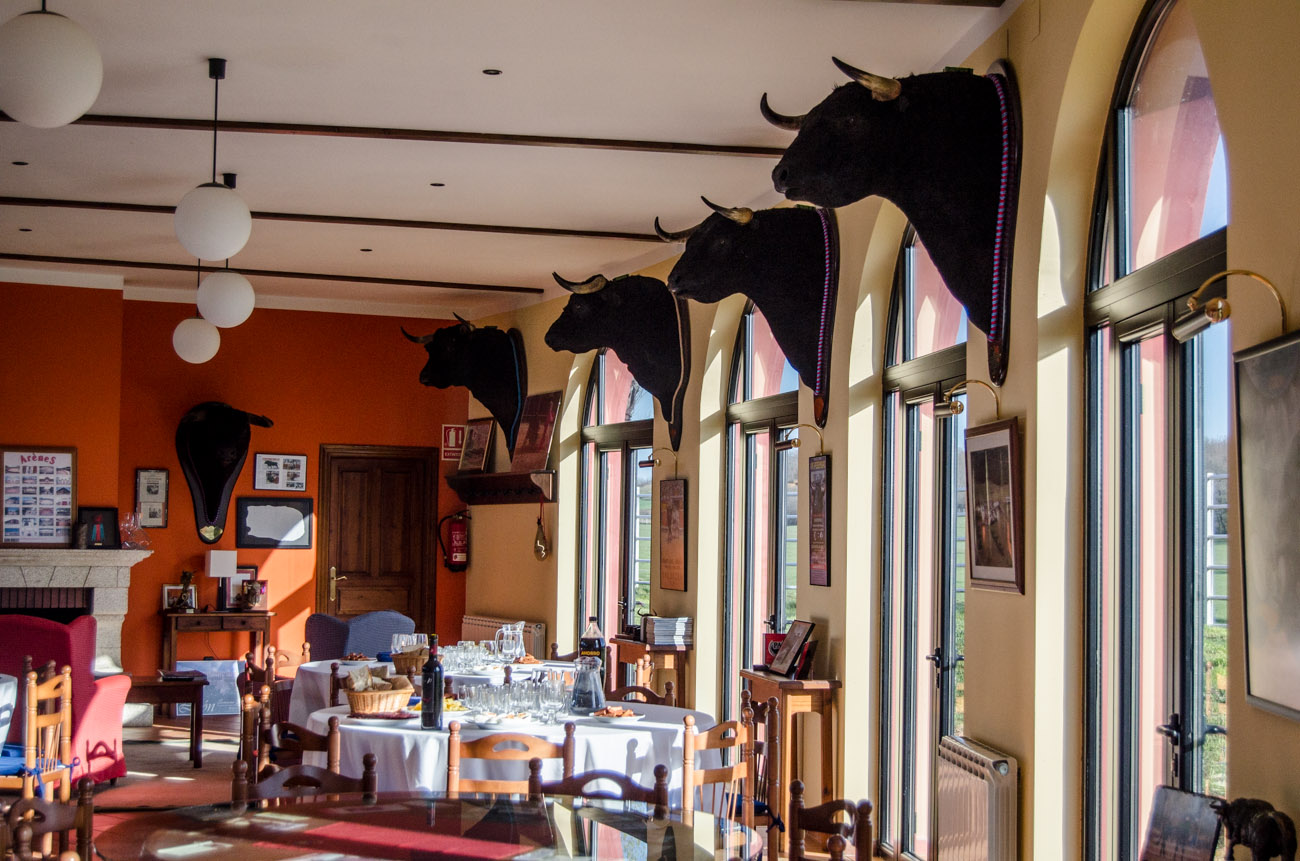
Centro de visitantes.
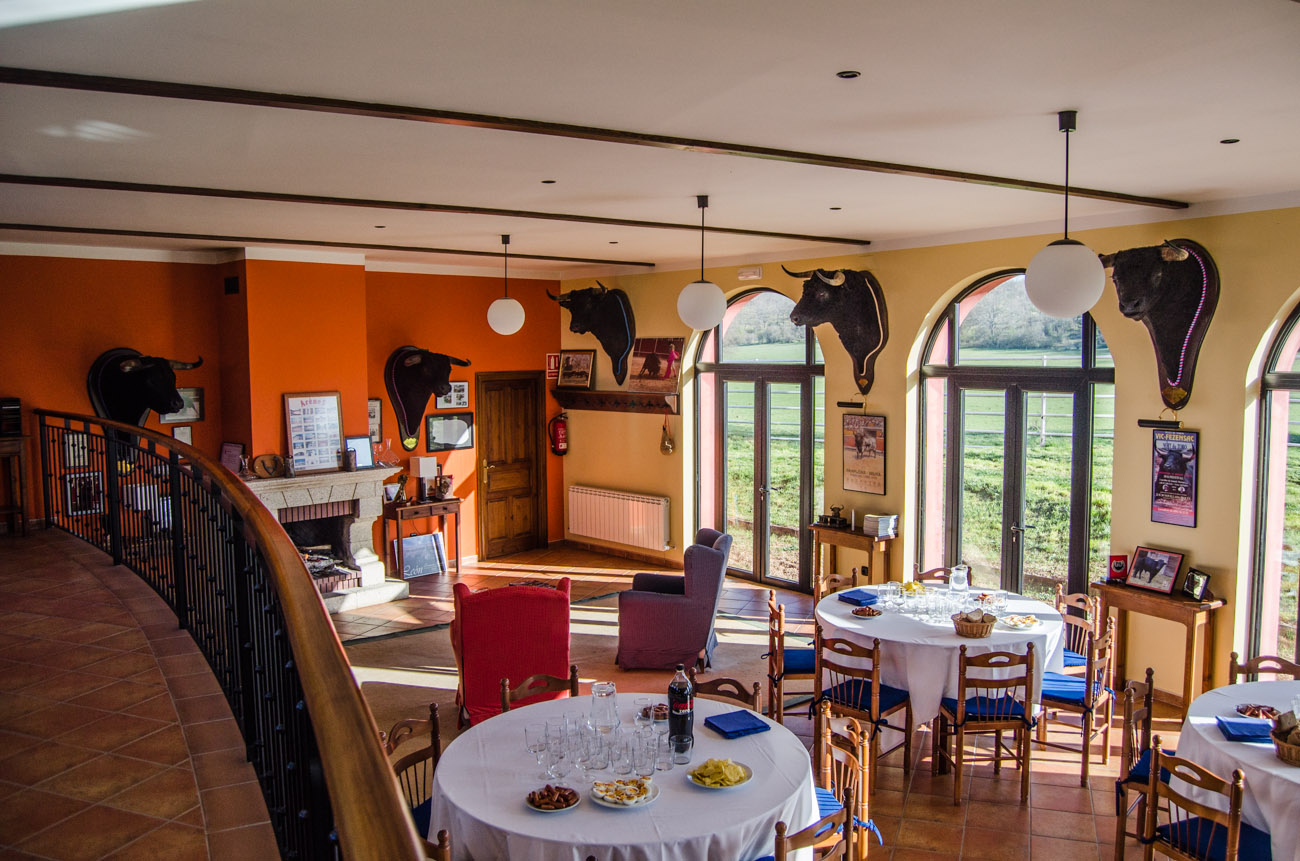
Centro de visitantes.
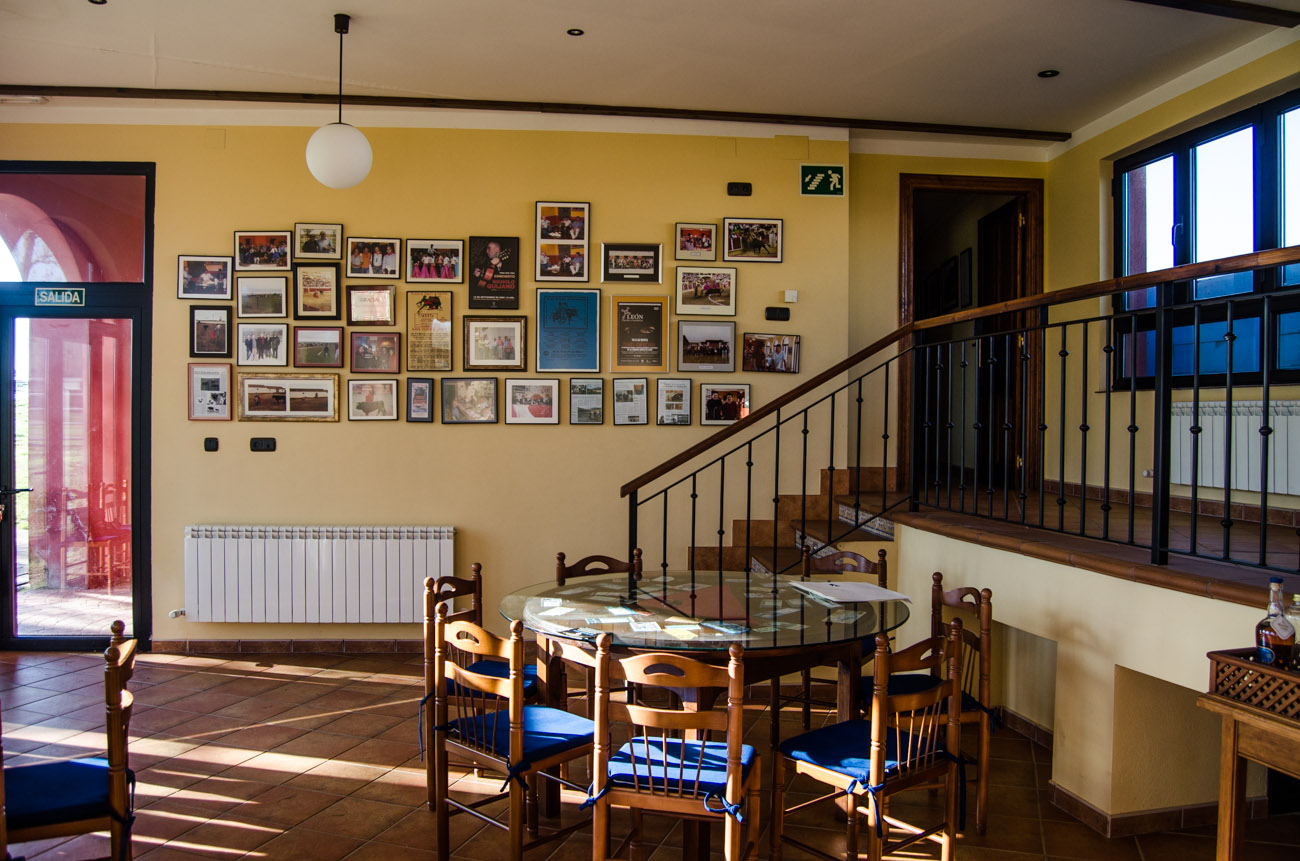
Centro de visitantes.
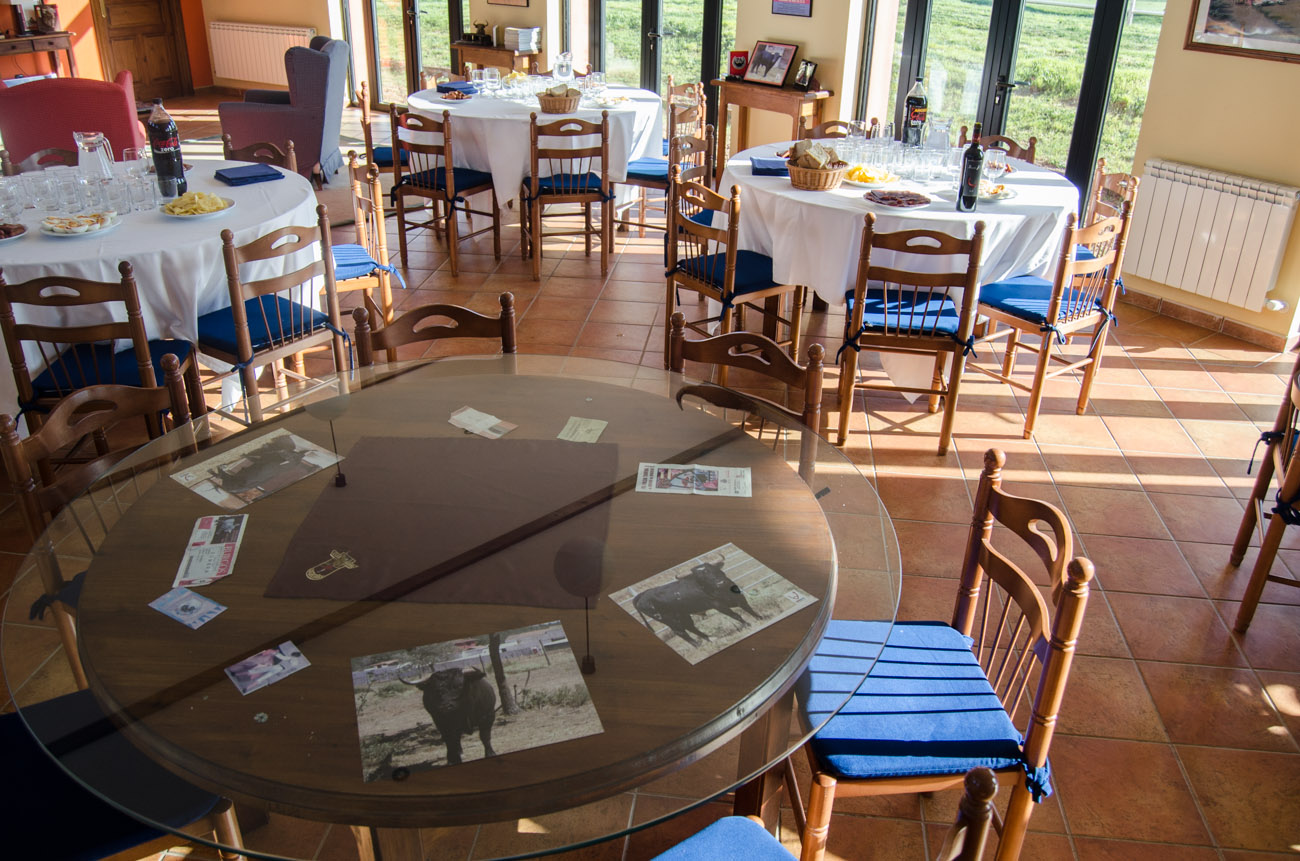
Centro de visitantes.

### Recuerdos y trofeos

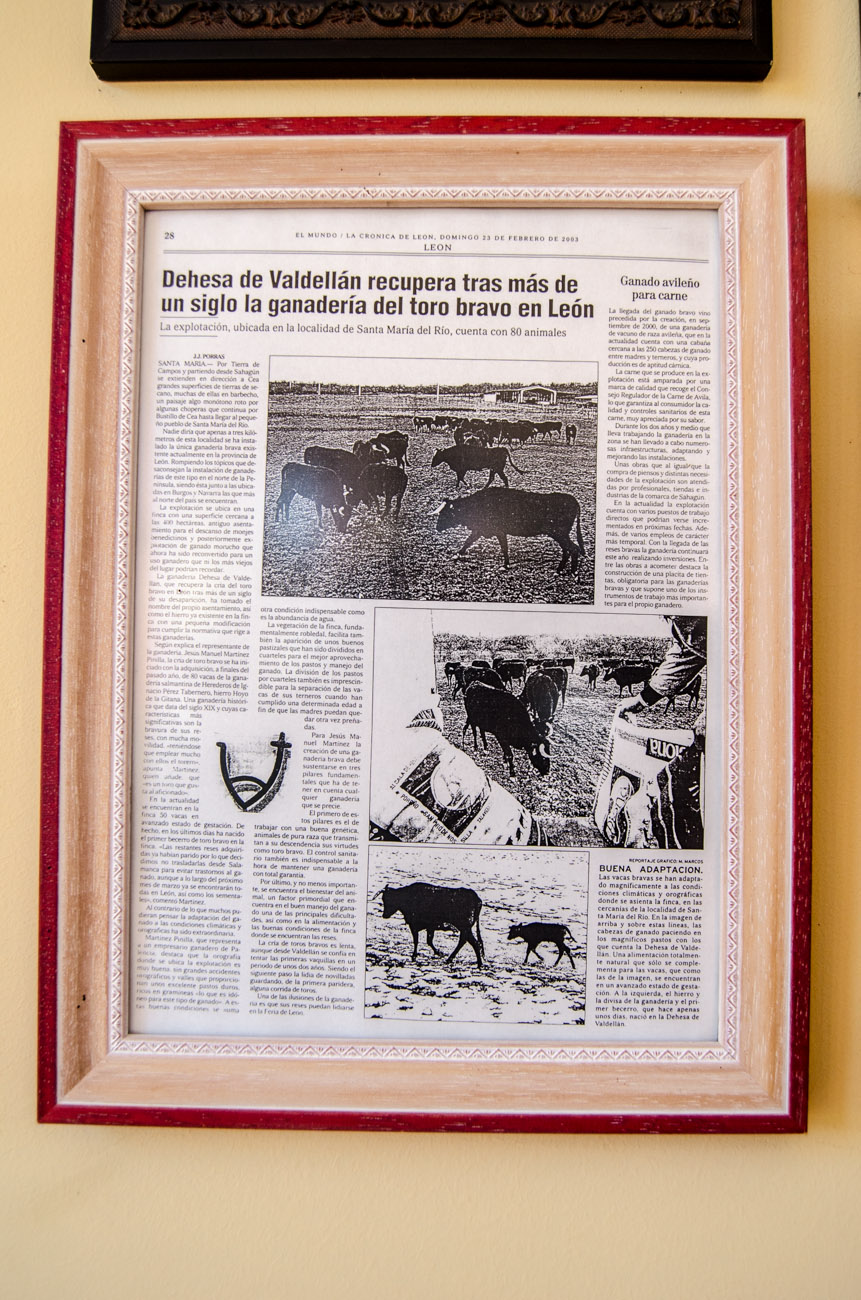
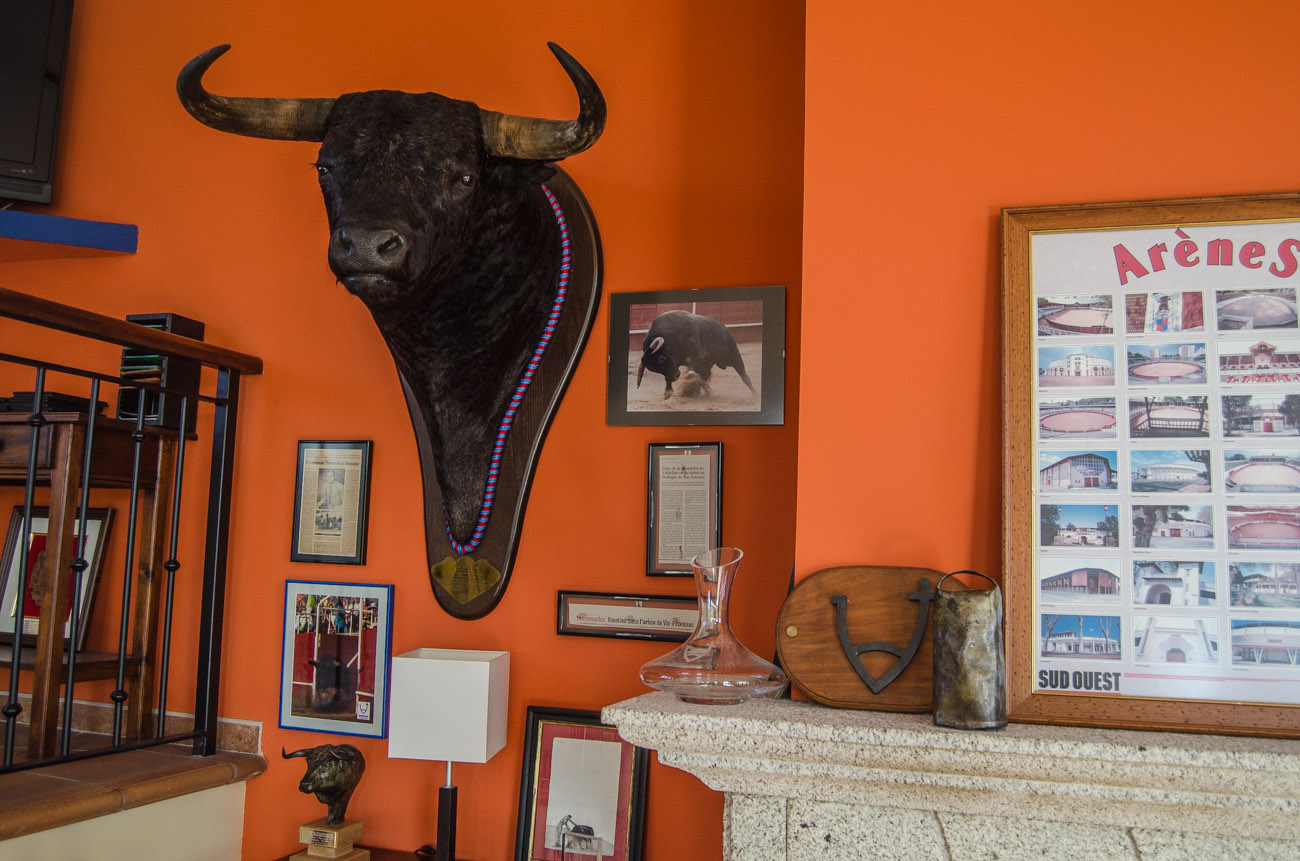
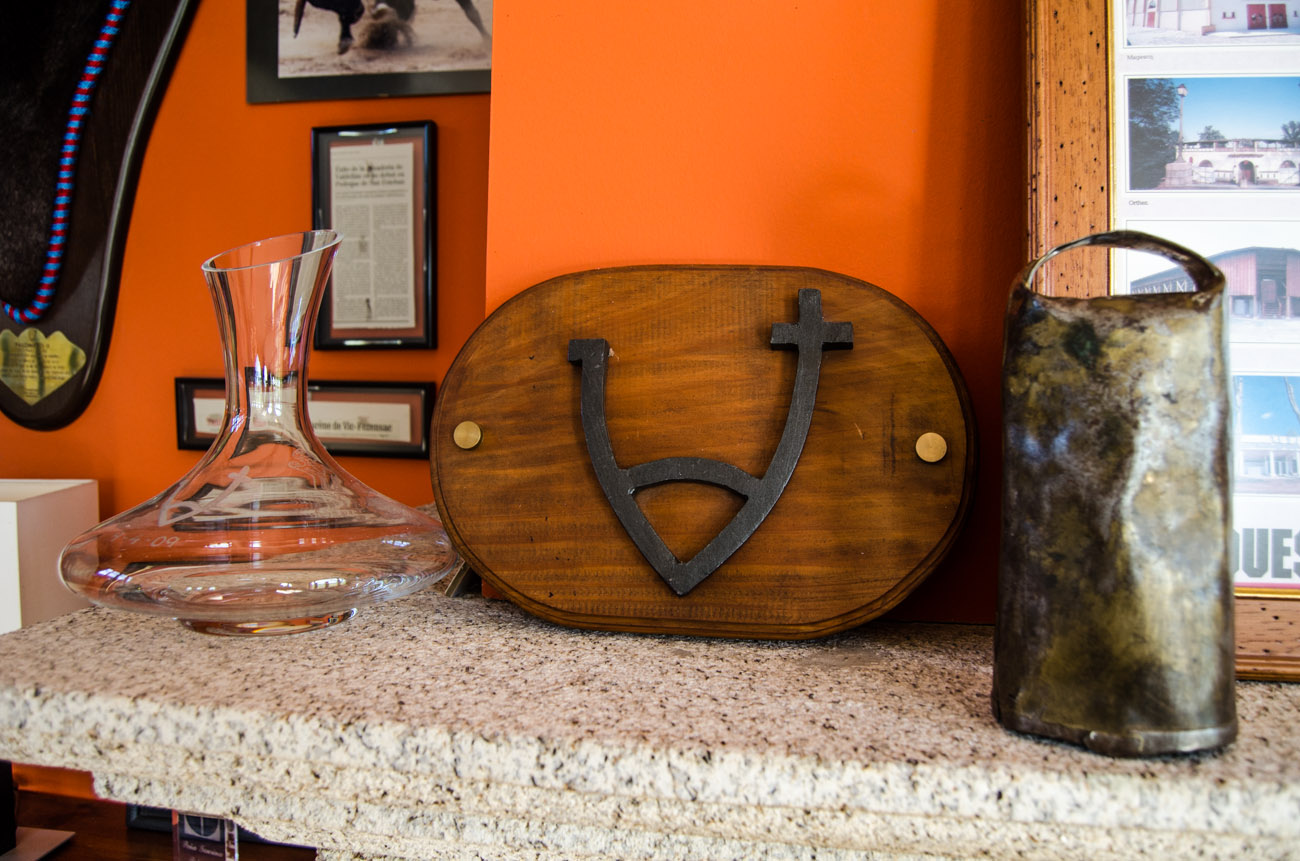
Hierro de la ganadería de Valdellán.

### Tienta de vacas de Valdellán en Sahagún

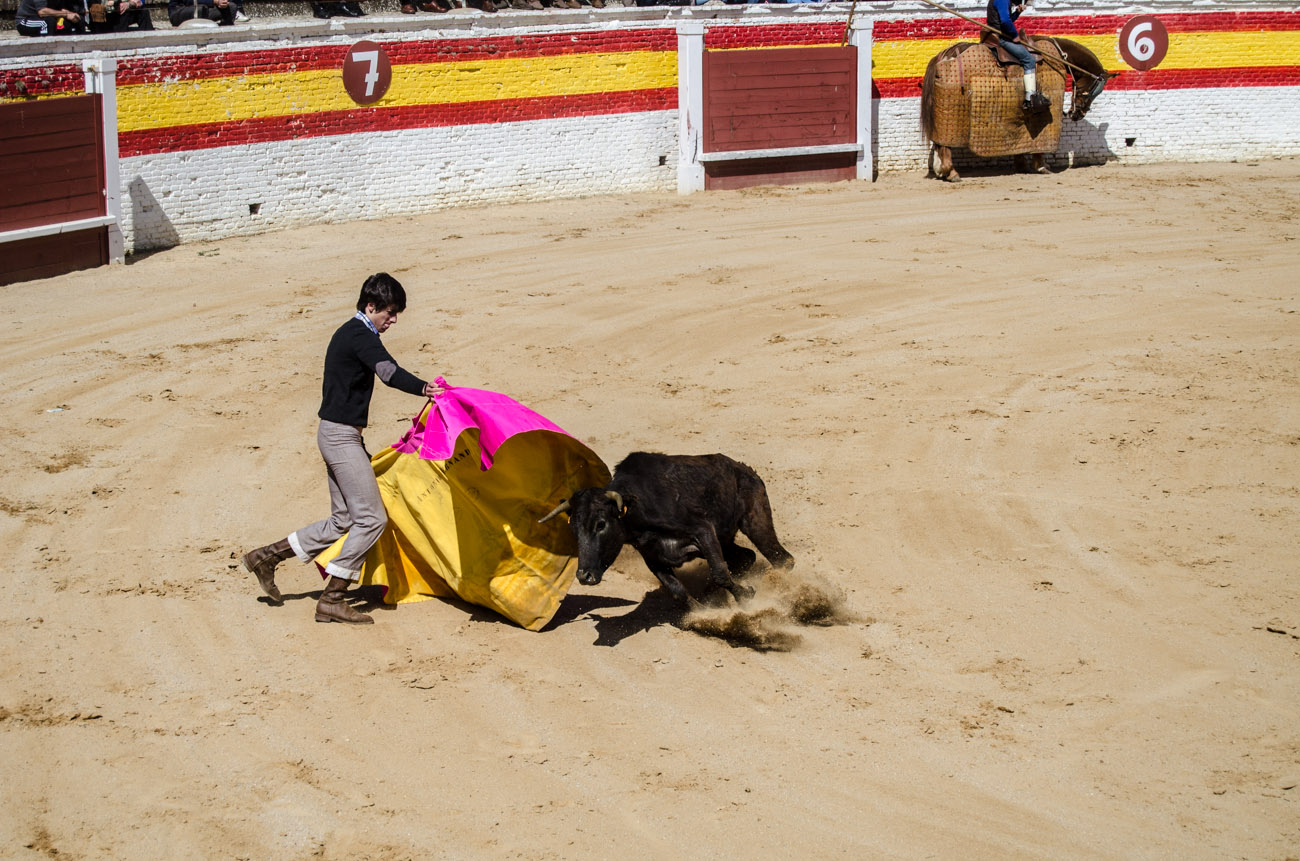
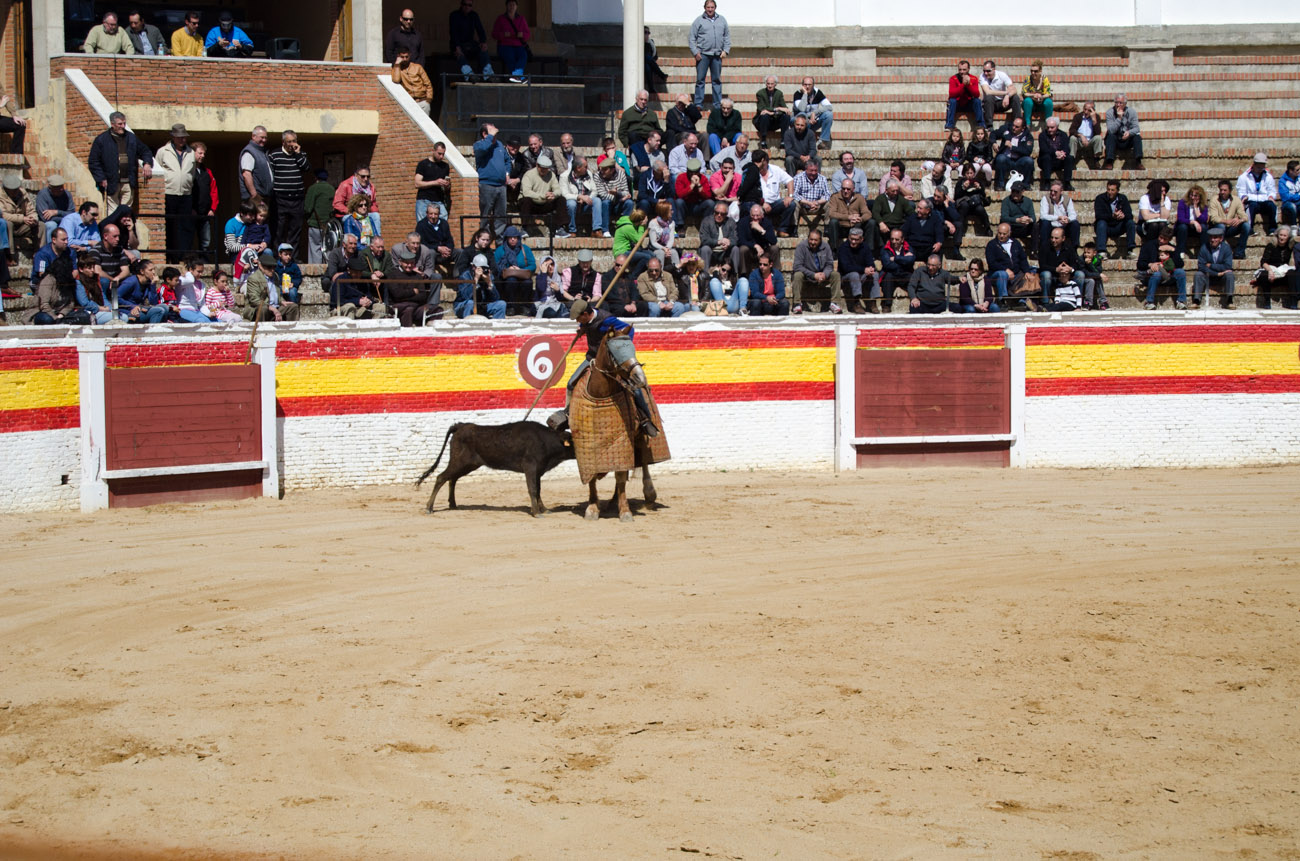
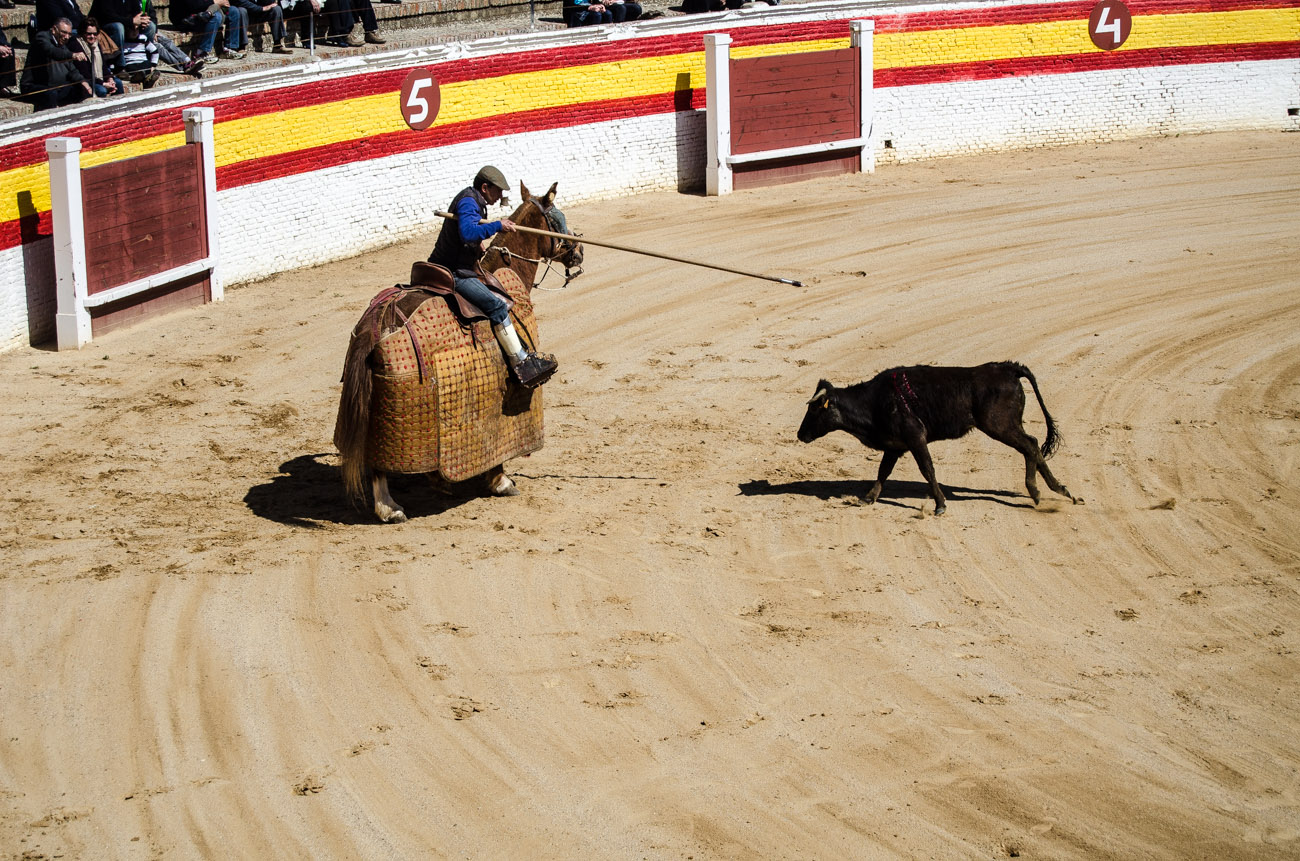

### Detalles de la plaza de toros de Sahagún

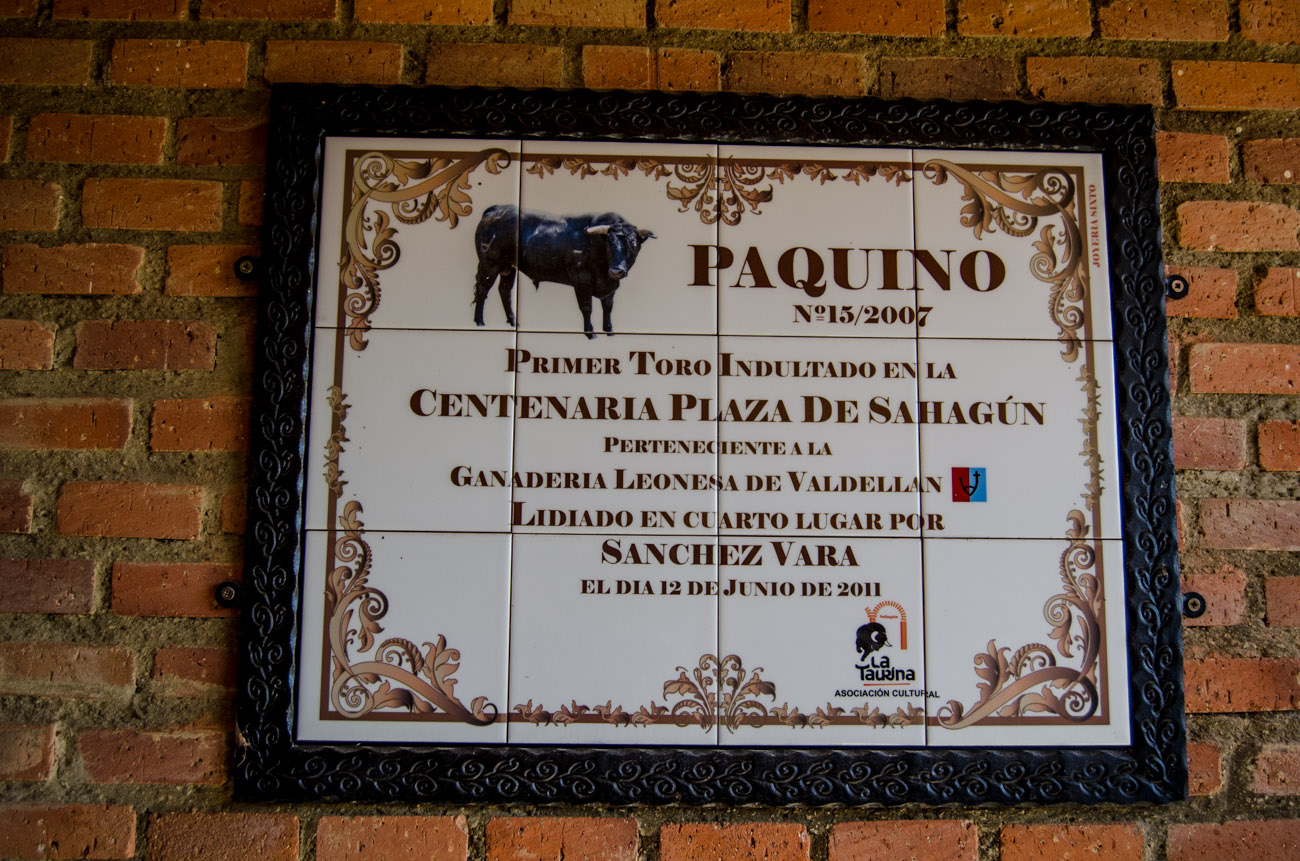
Placa sobre un toro de Valdellán en la Plaza de Toros de Sahagún.
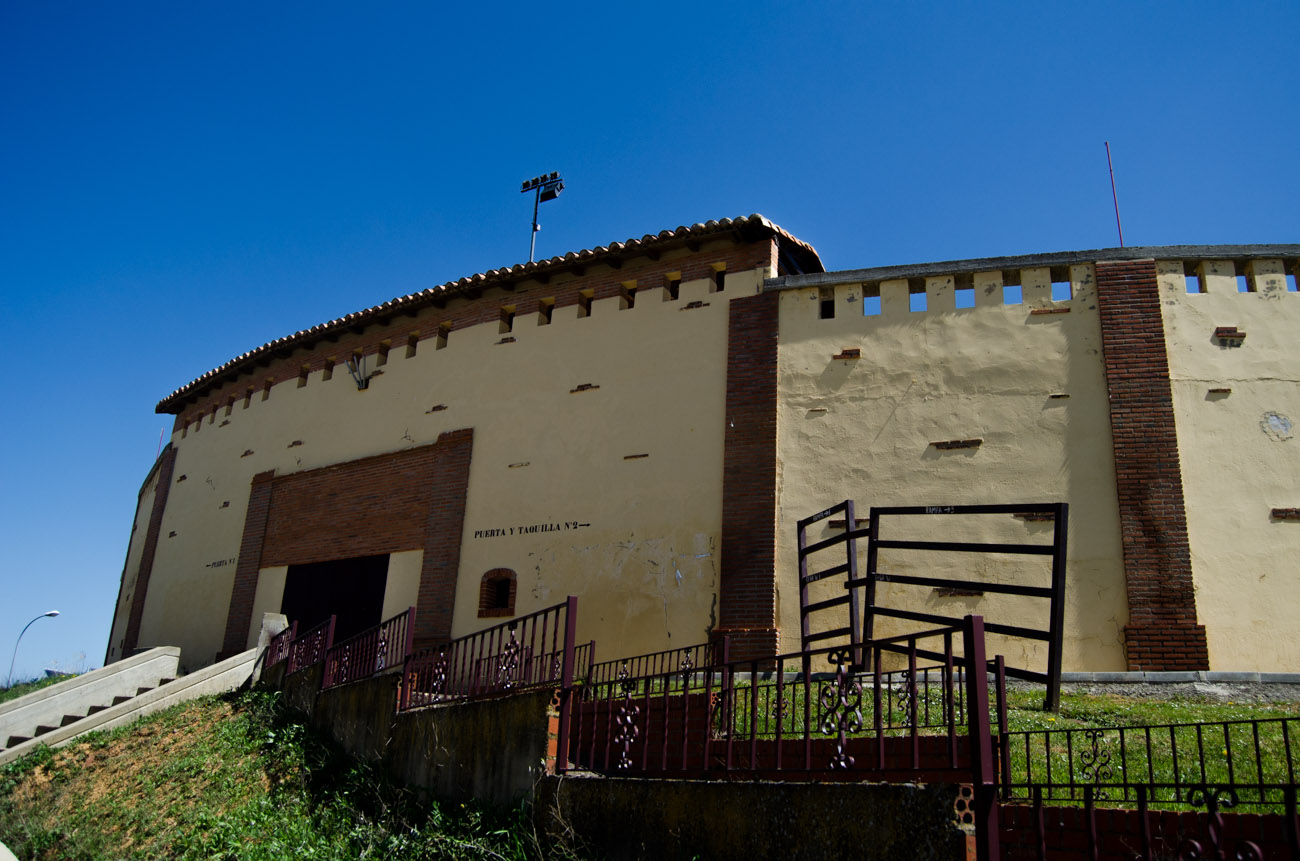